# Joachim Dennhardt

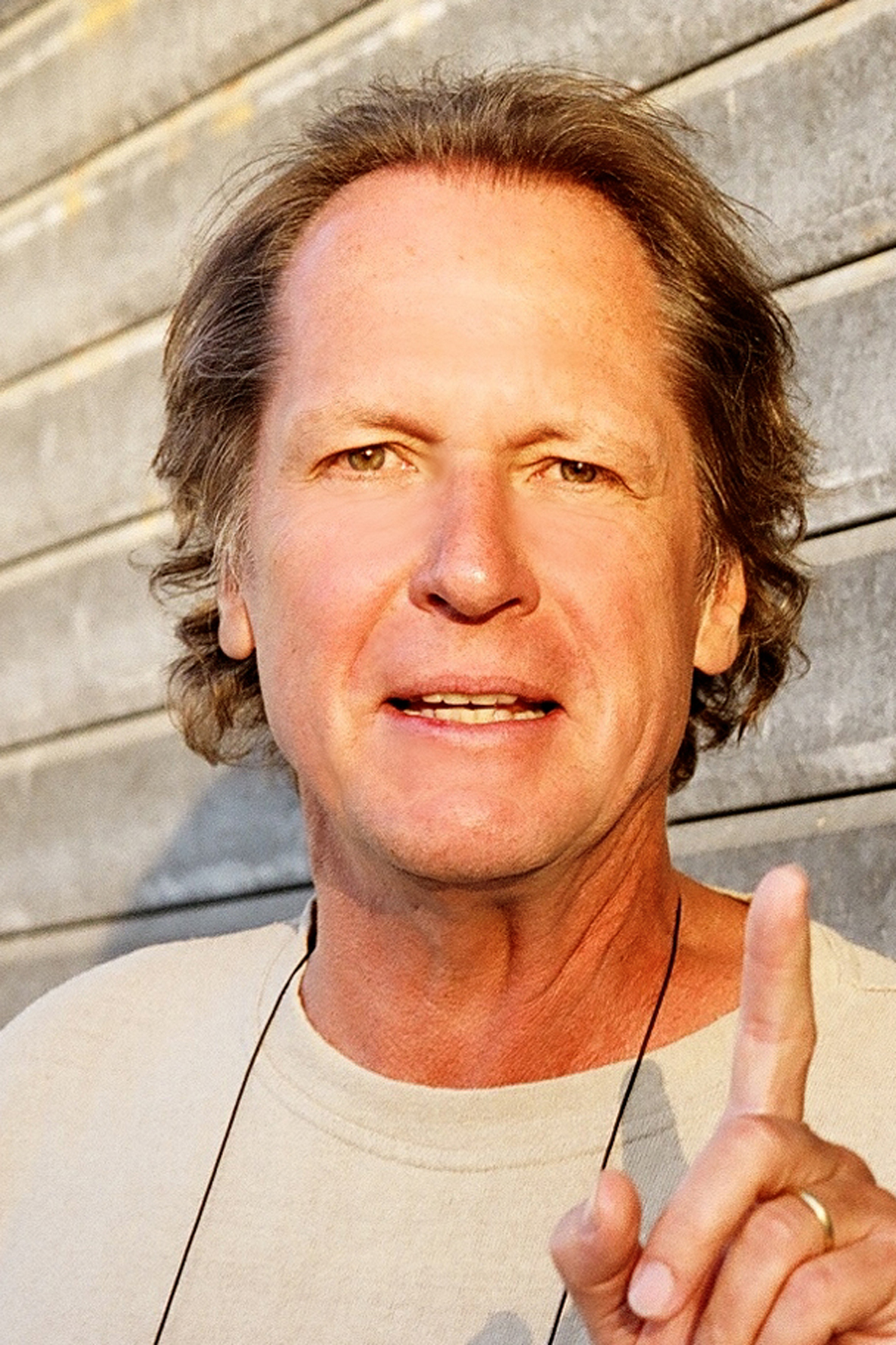
Joachim Dennhardt (2005)

Joachim Dennhardt (* 1945 in Wernigerode) ist ein deutsch-österreichischer Regisseur, Redakteur, Moderator und Autor.

## Leben
Dennhardt studierte in Köln Theaterwissenschaft, Germanistik und Politische Wissenschaften. Schon während des Studiums war er freier Mitarbeiter für die Sender  WDR, SWR und Deutschlandfunk und für die Süddeutsche Zeitung und die Frankfurter Rundschau. Ab 1977 war Dennhardt Fernseh-Redakteur des WDR in Köln. Neben der Redakteurstätigkeit wirkt er auch als Regisseur, Autor und Moderator. Seit 2005 arbeitet er wieder frei. 
Zu seinen Produktionen zählten u. a. die Sendereihen Götter, Gräber und Experten – hierfür erhielt er eine ehrenden Anerkennung beim Adolf-Grimme-Preis – und die literarische Revue lyrics. Zu seinen abendfüllenden Spielfilmen zählten u. a. Zattere 51 und Eine Opernaffäre, für den er den internationalen Fernsehpreis Media Net Award erhielt. Außerdem hat er das weltweit erste interaktive Fernsehspiel Mörderische Entscheidung (1991) erfunden und produziert, das 1991 in vielen Ländern von Japan bis Amerika ausgestrahlt wurde.
Joachim Dennhardt hat auch verschiedene Bücher herausgegeben, wirkte am Theater und war Lehrbeauftragter für Musikfilm an der Universität Siegen und für Dokumentarfilm an der HFF München.

## Filmografie

### Fernsehen
- 1979: 7777 Meilen – road movie, gemeinsam mit Bettina Woernle
- 1981: Zattere 51, Buch: Gaston Salvatore
- 1992: Rampenfieber – Film über das Musikfestival Printemps de Bourges
- 1994: Eine Opernaffäre – u. a. mit: René Jacobs, Robert Gambill, Laura Aikin, Jean-Louis Martinoty
- 2000: Von New York zum Mississippi – Eine Jazzreise in die Neue Welt
- 2004: Rendezvous in den Tropen
- 2005: Welcome to America
- 2015: Der letzte Salon – Sissy Strauss

### Feature und Kurzfilme
- 1984: Das Geheimnis der Wünschelrute
- 1985: Der Reichsgraf – Aus dem Alltag einer Adelsfamilie
- 1986: Herbsttag
- 1988: Endspurt 88 – Die Nacht ist nicht allein zum Schlafen da – Sylvester-Revue
- 1989: Meredith Monk in concert – Aufzeichnung aus dem Spiegelzelt
- 1990: Immer wieder Anfang – 25 Jahre 3. Programm WDR – Jubiläumssendung
- 1990: Klänge aus dem Eis – Neue deutsche Musik in der UdSSR
- 1991: Der Schauspieler als Brandstifter – Portrait Ulrich Wildgruber
- 1991: Les Sensibles des Schallstadt – Schlagerparodien aus 5 Jahrzehnten
- 1992: Spielgefährten des Olymp – Filmessay über die Künstleravantgarde in Barcelona
- 1993: Spiel, Satz, Schlußapplaus – Portrait des Bundesjugendorchesters
- 1993: Chopin an der Ruhr – Filmessay über das Ruhrgebiet
- 1994: Erotische Phantasien
- 1996: Die Kunst, lustvoll zu leben
- 1997: Das zweite Leben des Filmkomponisten Peer Raben
- 1998: Abenteuer der Freiheit – Ein Spiel mit Grenzen
- 1998: Regina – Eine Revolutionsoper, Buch: Heinrich Pachl
- 2001: Aus der Fuge ger@ten – J. S. Bach im virtuellen Studio
- 2001: Mensch Hermann – Sag mir, wo die Helden sind, Buch: Heinrich Pachl
- 2002: Schubert auf der Reise nach Dortmund

### Serien
- 1972–1975: Uni-Audimax (als freier Mitarbeiter)
- 1974–1977: Pipeline (als freier Mitarbeiter)
- 1980–1981: Götter, Gräber und Experten – Entwicklungspolitische Sendereihe
- 1984–1992: lyrics – Literarische Revue aus dem historischen Spiegelzelt Het Danspaleis
- 1996–1997: Pariser Journal – Bearbeitung der legendären Sendereihe von Georg Stefan Troller von 1962 bis 1971

### Redaktion und Produktion
- 1984: Der gekaufte Sommer, Buch/Regie: Michael Busse
- 1987: Bombenstimmung – Unterhaltung unterm Hakenkreuz, Buch/Regie: Volker Kühn
- 1991: Mörderische Entscheidung – Weltweit erstes interaktives Fernsehspiel, Regie: Oliver Hirschbiegel

## Theaterproduktionen
- 1986: Sprache der Liebe – Literatur als Erotik – Ein szenischer Reigen (TV/Theater Co-Produktion, Redaktion)
- 1990: Lyrik und Jazz – Benefizveranstaltung 'Künstler für Künstler', Buch und Regie: Volker Kühn (TV/Theater Co-Produktion, Künstlerische Leitung)
- 1992: Delirium – Buch: Hans Magnus Enzensberger, Regie: George Tabori – (TV/Theater Co-Produktion, Künstlerische Leitung)
- 2002: Erst kommt das Fressen, dann kommt die Moral – Gala zum zehnjährigen Jubiläum der Bar jeder Vernunft
- 2004: Mischpoche oder Wer ist eigentlich Schapiro – Kölner Schauspielhaus
- 2006: Köln in Wien – Literatur und  Musik, Roter Salon im Volkstheater Wien
- 2007: Pannonisches Fress- und Sauftheater – Ein musikalisch-kulinarisches Schauspiel
- 2012: Augenlust – Gala im Wiener Odeon (u. a. mit Maria Happel, Peter Simonischek, Martin Grubinger, Wiener Streichquartett, Serapionstheater und Peter Sloterdijk)

## Auszeichnungen
- 1982: Ehrende Anerkennung beim Adolf-Grimme-Preis[1] für Götter, Gräber und Experten
- 1995: Media Net Award für Eine Opernaffäre
- 2016: Hollywood International Independent Documentary Award (HIIDA) für Der letzte Salon – Sissy Strauss in New York und Wien

### Nominierungen
- lyrics – nominiert für den Grimme-Preis
- Das zweite Leben des Filmkomponisten Peer Raben – nominiert für den Grimme-Preis
- Von New York zum Mississippi – nominiert für die Goldene Rose von Montreux

## Bücher
- 1981: Entwicklung muß von unten kommen. Rowohlt (Hrsg. gemeinsam mit Siegfried Pater)
- 1984: Schöne neue Fernsehwelt. Kindler (Hrsg. gemeinsam mit Daniela Hartmann)
- 1989: lyrics – Ein poetischer  Bildband. Bouvier
- 2006: Europa erlesen: Köln. Wieser
- 2015: Europa erlesen: Paris. Wieser